# Аукштайтский интердиалект

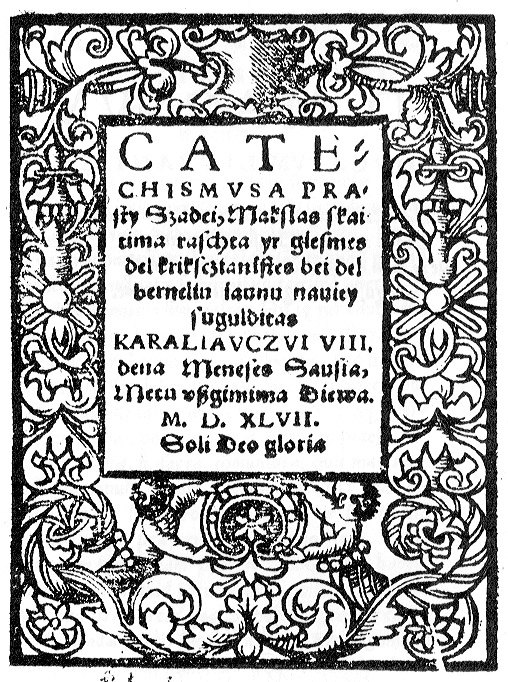
Катехизис М. Мажвидаса, написанный на архаичной форме старолитовского языка Малой Литвы (1547)

Аукшта́йтский интердиале́кт (также аукштайтский язык, литовский язык) — один из литовских интердиалектов, сформировавшийся в дописьменную эпоху в Вильнюсском крае (включая Тракай). Его основой был прадиалект восточных аукштайтов. Известен как «аукштайтский язык», ранее как «литовский язык», последний термин употреблялся вплоть до начала XX века. Представлял собой разговорное городское койне.
Интердиалекты в литовском языковом ареале развивались в дописьменную эпоху в двух этнокультурных регионах Великого княжества Литовского с преобладающим литовским населением. Одним из них была Аукштайтия, в восточных районах которой формировался аукштайтский язык. Другим регионом была Жемайтия (в XV веке она вошла в состав Великого княжества Литовского, но сохраняла при этом административно-политическую самостоятельность, долгое время понятие «Литва» в узком смысле не включало Жемайтию), в городах Жемайтского княжества складывалось городское койне, известное как жемайтский язык, или жемайтский интердиалект. Позднее, начиная с XVI века, вследствие того, что у литовского языка не было функций государственного языка, а у его носителей — ведущего политического и культурного центра, в литовском языковом ареале выделилось три области, в каждой из которых формировался свой собственный вариант письменного языка.
В XVI—XVII веках в Вильнюсском крае, в городах которого сложился аукштайтский язык, стал развиваться восточный вариант письменного старолитовского языка, на этом варианте с восточноаукштайтской основой писали К. Ширвидас и Й. Якнавичюс.
Жемайтский язык к XVI—XVII векам дал начало среднему варианту письменного языка, он развивался в области с центром в Кедайняе. На этой форме с западноаукштайтской основой писали М. Даукша и М. Петкявичюс. Ещё один вариант с западноаукштайтской основой, так называемый западный вариант, сформировался в Восточной Пруссии.
Аукштайтский интердиалект отличался следующими языковыми признаками:
- переход пралитовских гласных *ą, *ę в ų и į (*ą > ų, *ę > į) с последующей деназализацией в дописьменный период; переход тавтосиллабических an, am, en, em в un, um, in, im соответственно: runkà (совр. лит. литер. rankà) «рука»; kum̃pas (совр. лит. литер. kam̃pas) «угол»;
- произношение рефлекса пралитовской гласной *ā как [ɔ], её сужение в аукштайтском языке происходило сравнительно поздно;
- веляризация согласной l перед гласными типа [ɛ]: łãdas (совр. лит. литер. lẽdas) «лёд»; смягчение остальных согласных происходило последовательнее в сравнении с их смягечнием в жемайтском интердиалекте;
- произношение аффрикат č, dž как [c], [dz], либо смешение этих согласных.